# BMW 327
BMW 327 – samochód osobowy klasy średniej produkowany przez niemiecką firmę BMW w latach 1938–1940 oraz 1946 – 1955. Następca modelu 319. Dostępny jako 2-drzwiowe coupé lub 2-drzwiowy kabriolet. Do napędu użyto silnika OHV R6 o pojemności dwóch litrów i mocy 55 KM (40 kW), później zaś za dopłatą, w wersji 80 KM. Moc przenoszona była na oś tylną poprzez 4-biegową manualną skrzynię biegów. W pierwszym okresie produkcji powstało 1396 egzemplarzy modelu 327. Został zastąpiony przez BMW 501.

## Produkcja
- BMW 327 Sportkabriolett - 1124 szt.
- BMW 327 Sport-Coupé - 179 szt.

## Dane techniczne

### Silnik
- R6 2,0 l (1971 cm³), 2 zawory na cylinder, OHV[1]
- Układ zasilania: 2 gaźniki pionowe Solex 26 BFVLS
- Średnica × skok tłoka: 66,00 mm × 96,00 mm
- Stopień sprężania: 6,3:1
- Moc maksymalna: 55 KM (40 kW) przy 4500 obr./min[1]

### Podwozie
- Rama platformowa
- Zawieszenie przednie: resor poprzeczny na dole, wahacze poprzeczne na górze
- Zawieszenie tylne: most pędny sztywny z resorami półeliptycznymi

### Osiągi
- Prędkość maksymalna: 125 km/h